# União da Vila Albertina
O Grêmio Recreativo Escola de Samba União da Vila Albertina é uma escola de samba  da cidade de São Paulo, localizada na zona norte da cidade.

## História
Fundada em 2 de janeiro de 1998, após uma conversa informal entre amigos, o intuito inicial da União da Vila Albertina era meramente trazer diversão à comunidade do bairro. Com o tempo foi-se tomando consciência da importância de uma escola de samba e de toda a seriedade necessária para conduzi-la. 
Hoje, a agremiação tem entre seus diretores e colaboradores pessoas que sabem da importância da escola de samba, não só como uma provedora de um espetáculo, mas principalmente como uma multiplicadora cultural, capaz de trazer inúmeros benefícios à sua comunidade. Desfilou em 1999 como Bloco GRCBC União da Vila Albertina no Grupo de Espera da UESP, junto com o GRBC Vamo Q Vamo.

## Segmentos

### Presidentes
| Nome                           | Mandato      | Ref. |
| ------------------------------ | ------------ | ---- |
| Claudio Gomes de Araújo (Pipo) | ?-Atualidade |      |

### Diretores
| Ano  | Diretor de Carnaval | Diretor geral de harmonia | Mestre de bateria     | Ref.  |
| ---- | ------------------- | ------------------------- | --------------------- | ----- |
| 2014 | Comissão            | Comissão                  | Fernando Luiz         |       |
| 2015 | Reinaldo Luiz       | Renato                    | Fernando Luiz "Nando" | [ 2 ] |
| 2016 | Reinaldo Luiz       | Renato                    | Fernando Luiz "Nando" |       |

### Casal de Mestre-sala e Porta-bandeira
| Ano  | Nome                           | Ref.  |
| ---- | ------------------------------ | ----- |
| 2015 | Matheus Silva e Michele França | [ 2 ] |
| 2016 | Matheus Silva e Michele França |       |

### Corte de Bateria
| Ano  | Rainha       | Madrinha      | Musa         | Ref. |
| ---- | ------------ | ------------- | ------------ | ---- |
| 2014 | Karol Morais | Roberta Prado | Jenny Araújo |      |

## Carnavais
| Ano  | Colocação | Grupo | Enredo | Carnavalesco | Intérprete | Ref           |
| ---- | --- | --- | --- | --- | --- | ------------- |
| 1999 | 2º Lugar | Espera - Blocos | De praia em praia | | |               |
| 2000 | 8º lugar | Espera | Carta Magna - Certidão de Nascimento do Brasil | | |               |
| 2001 | 3º lugar | Espera | | | | [ 3 ]         |
| 2002 | 4º lugar | 3-UESP | Mesmo Se Apagar a Vila Vai Brilhar | Paulo César | Bebeto |               |
| 2003 | 5º lugar | 3-UESP | Influência Africana na Cultura Brasileira | Tico | Bebeto |               |
| 2004 | Vice-campeã | 3-UESP | A Epopéia dos Bandeirantes | Marcelo Goodhead | Bebeto |               |
| 2005 | 11º lugar | 2-UESP | No reino encantado da pedra bonita | Marcelo Goodhead | Bebeto |               |
| 2006 | 9º lugar | 3-UESP | Sonhando com as Estrelas | Jorge Marques | |               |
| 2007 | 15º lugar | 3-UESP | Fui trazida por portugueses, cultivada por escravos, sou matéria prima da cachaça. Quem sou eu?                                                             | Jorge Marques | |               |
| 2008 | Campeã | 4-UESP | A trajetória de vida de um gênio - Cartola | Jorge Marques | |               |
| 2009 | Campeã | 3-UESP | Da riqueza do metal, a União faz seu carnaval | Jorge Marques | |               |
| 2010 | 6º lugar | 2-UESP | Aplausos para nossos heróis | Jorge Marques | Freddy Vianna |               |
| 2011 | 7º lugar | 2-UESP | Juazeiro do Norte - um centenário de festejos e muita fé | Jorge Luis Marques | |               |
| 2012 | 10º lugar | 2-UESP | 22 por 22. A União da Vila Albertina vem comemorar os 90 anos da semana de arte moderna                                                                     | Marcelo Goodhead | Léo e MI |               |
| 2013 | 6º Lugar | 3-UESP | Ao abrir das cortinas uma ópera a céu aberto! | Renato Lucena | Thiago Melodia |               |
| 2014 | 7º lugar | 3-UESP | Em uma terra de magia e encantarias, Vila Albertina desbrava esse rincão, dessa se fez poesia e canta São Luís do Maranhão! Compositor:Edimar do Salgueiro. | Renato Lucena | Léo e Mi | [ 4 ] [ 5 ]   |
| 2015 | Vice-campeã | 3-UESP | Alguma coisa acontece no meu coração quando cruzo a Ipiranga e a avenida São João Compositores:Celsinho Mody, Tigrão e Danilo DS                            | Danilo Dantas | Betinho e Adeilton | [ 2 ] [ 6 ]   |
| 2016 | 3º lugar | 2-UESP | De Igarapava a Paris, o Suingue, a Bossa e a Fidelidade da Voz que representou o Brasil. União da Vila Canta Jair Rodrigues!                                | Comissão de Carnaval                                                                                                   | | [ 7 ]         |
| 2017 | 11° lugar | 2-UESP | Por que, Porquê? Quero saber! 1,2,3...Era uma vez! Vem ser criança outra vez? Um passeio encantado pelo universo infantil                                   | | |               |
| 2018 | 3° lugar | 3-UESP | Uma União das Arabias | Comissão de carnaval                                                                                                   | Chitão e André Ricardo                                                                                                 | [ 8 ]         |
| 2019 | 4° Lugar | 3-UESP | União da Vila Albertina apresenta: A saga do cabra macho do cangaço. O cordel arretado de Virgulino do sertão                                               | Danilo Dantas | | [ 9 ] [ 10 ]  |
| 2020 | 3º Lugar | Acesso 1 de Bairros | Patativa do Assaré, o porta-voz do sertão. | | | [ 11 ]        |
| 2021 | Inicialmente adiados para o mês de julho, os desfiles do Carnaval 2021 foram cancelados devido a pandemia de Covid-19. | Inicialmente adiados para o mês de julho, os desfiles do Carnaval 2021 foram cancelados devido a pandemia de Covid-19. | Inicialmente adiados para o mês de julho, os desfiles do Carnaval 2021 foram cancelados devido a pandemia de Covid-19.                                      | Inicialmente adiados para o mês de julho, os desfiles do Carnaval 2021 foram cancelados devido a pandemia de Covid-19. | Inicialmente adiados para o mês de julho, os desfiles do Carnaval 2021 foram cancelados devido a pandemia de Covid-19. | [ 12 ]        |
| 2022 | 8º Lugar | Acesso 1 de Bairros | Das Pinturas rupestres ao papel. O Poder da leitura para o desenvolvimento de uma nação                                                                     | | | [ 13 ] [ 14 ] |
| 2023 | 5º Lugar | Acesso 1 de Bairros | Um brinde ao "Jubileu". Vila Albertina canta sua trajetória, suas lutas e suas glórias: 25 anos de emoção!                                                  | | | [ 15 ]        |
| 2024 | 5º Lugar | Acesso 1 de Bairros | O Mar é a religião da natureza | Fernando Romano | Daniel Collete, Birinha e Matheus                                                                                      | [ 16 ]        |

## Títulos
- Grupo 3 da UESP: 2009
- Grupo de Acesso da UESP : 2008